# Старорязанский стан (Рязанский уезд)
Старорязанский стан — административно-территориальное образование в составе Рязанского уезда в XVI—XVIII вв. Самый обширный из станов уезда. Он занимал территорию современных Клепиковского, Спасского, Шиловского, частично Рязанского, Касимовского, Кораблинского, Путятинского, Сапожковского, Сараевского, Сасовского, Старожиловского и Ухоловского районов Рязанской области. Однако, в связи с неплодородностью почвы, возделываемая площадь была невелика — всего 20 274 чети. В 1594 г. за помещиками в Старорязанском стану числилось в живущем две сохи без пол-полтрети и пол-пол-полчети сохи, а в пусте 11 сох с третью и полчети сохи, и не дошло 2 чети пашни. За вотчинниками в живущем было две сохи без трети и пол-чети и пол-пол-полтрети и пол-пол-полчети сохи и не дошло 2 чети пашни, а в пусте с наезжею пашнею три сохи с получетью и пол-полчети сохи и не дошло две чети пашни. В стану располагались вотчины рязанского архиепископа, и монастырей: Терехов Вознесенский мужской, Спасо-Преображенский (что против Старой Рязани), Никитский (что на Жорновищах), Свято-Духов (что в городе Переяславле-Рязанском), Живоначальной Троицы, Льгова, а также Федосеевы пустыни.

## Населённые пункты
На территории стана существовали следующие населённые пункты:

### Сёла
- Артемова, Яросово то ж
- Березово Большое
- Волково
- Городец
- Дубровичи в Перенежи
- Екшур
- Желудево
- Жерновище
- Жолобово
- Засечье
- Зеново
- Ижевск
- Исады
- Казарь
- Киструс
- Кудрина
- Курино
- Маньясово
- Михайловское
- Новоселки
- Отводные Дубравы
- Песошня
- Петровичи
- Половеск
- Путятино
- Санское (Вознесенское)
- Сапчаково
- Сасыкино
- Свинчус
- Селезнево
- Срезница
- Старая Рязань
- Терехово
- Усторонь
- Черная Слобода
- Шилово

### Слободы и слободки
- Васкина Поляна (слобода)
- Жорновища (слободка)
- Коншина

### Сельца
- Верда
- Летники
- Малышево
- Острая Лука
- Якимовское

### Деревни
- Волково
- Волокитинская
- Волосатовская
- Выползово
- Вырково
- Глебово
- Городище
- Григорово (Игнатово)
- Гулынки
- Дубровка
- Елцово (Чернеево)
- Есакова, Замошье
- Заманино
- Зенцынская
- Ибреда
- Ижевское
- Илюнино (Крюково)
- Казаково
- Киреевская, Сергеевская, Миловановская то ж
- Комарева
- Костомарево
- Кострино
- Кострома
- Ламин Починок
- Лоскутово
- Лубянники
- Лужки
- Мокрицы
- Наворшава
- Олексеевская
- Орехово (Сласниково)
- Первичи (Первичева)
- Пирогово
- Полянки
- Сомовыская
- Тимошкина
- Тойдаково
- Тюрлюево
- Хлыстовская
- Церковная
- Чёрная Гора
- Шелудино (Зарытье)
- Шишковская
- Ягубки
- Ясаково (Замошье)

### Починки
- Осинки